# 红水河水库
红水河水库位于中国湖北省襄阳市襄州区及老河口市境内，是以灌溉为主，兼有防洪、养殖等功能的大（二）型水库。